# Dorststaking
Een dorststaking is bewust stoppen met het tot zich nemen van water en andere vloeistoffen. Of er al dan niet eveneens sprake is van een hongerstaking is niet van belang, daar de gevolgen van een dorststaking veel ernstiger zijn en dermate snel optreden dat men al is overleden voor de hongerstaking levensbedreigende of ernstige symptomen kan ontwikkelen. Er is sprake van een snelle en ernstige lichamelijke achteruitgang, die veel onaangenamer is dan een hongerstaking. Symptomen zijn heftige dorst, een gevoel van uitputting, prikkelbaarheid van spieren, spiertrekkingen en spierkrampen, duizeligheid, misselijkheid, verminderde urineproductie en pijn bij het plassen en tachycardie. Uiteindelijk komt de dorststaker in een shock, ontstaan verwarring en delirium, gevolgd door coma en overlijden. Stoppen met drinken leidt meestal binnen een week tot de dood.